# Famille Michelin
La famille Michelin est une famille française d'industriels originaire de Troyes qui a fondé et qui possède la société Michelin.

## Origine
Cette famille a une origine bourgeoise ancienne depuis le XVIe siècle : 
- Nicolas Michelin, marchand tanneur à Troyes, marié avec Agnès Pâris (+1569), ont pour fils :
- Helye Michelin (Troyes 1546), marchand tanneur et bourgeois de Troyes, marié avec Guillemette Journée (+/1596), ont cinq enfants dont :
- Élysée Michelin (Troyes 1573), marchand tanneur et bourgeois de Troyes, marié en secondes noces en octobre 1596 avec Jeanne Soucin (1576), ont pour fils :
- Jean Michelin (Troyes 1615-1686), honorable homme, marchand tanneur à Troyes, juré de la communauté, marié le 14 novembre 1638 avec Marguerite Dorigny (1623-1651), ont pour fils :
- Edmé Michelin (Troyes 1644), marchand tanneur à Troyes puis à Paris, marié le 22 octobre 1669 à l'église Saint-Eustache à Paris avec Marie Papillon, ont pour fils :
- Jean-Baptiste Michelin (Paris 1678 - Paris 1751), marchand tanneur bourgeois de Paris au quartier Saint-Médard, marié le 13 juin 1698 à Paris avec Geneviève Quatrelivres, ont pour fils  :
- Jean Michelin (Paris Saint-Méry 1700 - Paris Saint-Nicolas-des-Champs 1782), conseiller du roi, commissaire aux revues de la Connétablie et maréchaussée de France le 04/07/1727, Commissaire des guerres le 24 janvier 1738. Premier secrétaire du maréchal Claude François Bidal d'Asfeld. Il achète un domaine à Montgeron (91) en 1747. Il est qualifié écuyer sur tous les actes à partir de 1732. Marié le 27 mars 1730 à Paris avec Marie Moreau (1704-1782), fille de Nicolas Moreau, conseiller du roi, lieutenant du maire de Compiègne, et de Françoise Marin, ont pour fils :
- Louis Michelin (Paris 1738 - Montgeron 1794) Conseiller du roi, notaire au Châtelet, marié le 12 janvier 1779 à Paris Saint-André-des-Arts avec Marie-Thérèse Wattiaux (1755-1825), fille de Charles-Martin Wattiaux, maître orfèvre, ont cinq fils et une fille, dont :
- André-François Michelin (1783-1848) marié le 26 septembre 1808 avec Marie-Françoise Chambry (1788-1876) ont huit enfants dont :
- Jules Michelin (Paris 1817 - Limoges 1870) receveur des douanes, peintre, graveur, aquafortiste, marié avec Adèle Barbier (1829-1898) qui hérite d'une fabrique de caoutchouc. Ils ont pour enfants deux fils et une fille :
  - André Michelin (1853-1931), ingénieur de l'École centrale des arts et manufactures, cofondateur avec son frère Édouard de la compagnie de pneumatiques Michelin & associés ;
  - Marie Eugénie Joséphine Michelin (1856) mariée en 1880 à Paris avec Maurice Hauvette (1854-1910) polytechnicien ;
  - Édouard Michelin (Clermont-Ferrand 1859 - Orcines 1940) dirigeant associé de la compagnie de caoutchouc Michelin & associés.

## Créations
En plus des pneumatiques, les Michelin ont créé les cartes et guides Michelin : le Guide Michelin, le Guide vert.

## Filiation
- Jules Michelin (1817-1870), artiste, épouse en 1852 Adèle  Barbier (1829-1898), héritière d’une fabrique de caoutchouc
  - André Michelin (1853-1931), avec son frère Édouard il est cofondateur de l'entreprise Michelin ; en 1881, il épouse en premières noces Sophie Wolff (1858-1918), puis en 1920, en secondes noces, la sœur de Sophie, Jeanne Wolff (1874-1955).
    - Jean Michelin (1883-1963), épouse en 1913 Marguerite-Marie Puiseux (d) (1894-1984)
      - Daniel Michelin (16 novembre 1915 - 15 février 2005), il épouse en 1946, Jeanne Brochu (1925-2015) ; architecte français, il a fait la très grande majorité de sa carrière dans la construction de logements sociaux pour le compte de la Société centrale immobilière de la Caisse des dépôts et consignations (SCIC) mais aussi pour La Sablière, société d’HLM de la SNCF.  Marié à Jeanne Brochu, père de neuf enfants, Daniel Michelin était élève de l'atelier Pontremoli Leconte à l’École nationale supérieure des beaux-arts. Diplômé en 1946, il était Architecte-conseil de la cité universitaire. Très ami de Jean Dubuisson, de Raymond Audigier, de Pierre Vago, il appréciait beaucoup le travail de Jean Prouvé et de Marcel Lods. Il était impliqué à l’Union internationale des architectes (UIA). Sa grande œuvre est la réalisation des deux grands ensembles d’Épinay-sur-Seine (Cité d’Orgemont, 3.200 logements) et de Saint-Gratien (Cité de Raguenets 2.300 logements). Il a construit l’église Saint-Marcel, boulevard de l’Hôpital à Paris, qui est reconnue comme une réalisation majeure dans les édifices religieux parisiens. Amateur de musique (il était violoncelliste à l’orchestre symphonique « Le violon d’Ingres » à Paris), il était alpiniste et passionné par la forêt et la nature. Il entretenait avec beaucoup de soin et de persévérance les arbres de sa propriété à Milly-la-Forêt. Les plans masses de ses cités sont toujours extrêmement bien plantés et témoignent aujourd’hui de cette passion pour la nature en ville.(voir Église Saint-Marcel (Paris), Tour Obélisque).
        - Jean Michelin (né en 1948), architecte français[1]
        - Pierre II Michelin (né en 1949), industriel français, membre du conseil de surveillance du groupe Michelin.
        - Nicolas Michelin (né le 25 janvier 1955), architecte français[2].

      - Jean-Luc Michelin (1920-1949), époux de Maryse Jeancard (ca. 1925-), se tua le 20 janvier 1949, à 29 ans, avec ses deux filles (Annie, 2 ans & Roselyne, 1 an) et la nurse[3], au volant de sa Bugatti circulant sur la nationale 7 qui vint s'encastrer sous un camion qui débouchait de la D56 au carrefour des Bézards, sur la commune de Nogent-sur-Vernisson.

    - Marcel Michelin (1886-1945), épouse en 1912 Yvonne Bousquet (1894-1975) ; il est mort en déportation ; il est fondateur en 1911 de l'ASM (Association Sportive Michelin) (future AS Montferrand, basée au parc des sports Marcel-Michelin) et en devint le premier président.
      - Jean-Pierre Michelin (1918-1943) ; Philippe (1914-1991) et Hubert (1920-2003), les deux autres fils de Marcel Michelin, s'étaient enrôlés dans la Royal Air Force anglaise ;  Jean-Pierre avait préféré pour sa part le 1er bataillon parachutiste de choc, unité d'élite de la nouvelle armée française ; il avait clandestinement rallié à Alger la France libre du général de Gaulle ; destination la Corse pour soutenir en première vague le Front National de la Résistance française qui venait de lancer l'insurrection générale à la faveur de la capitulation de l'Italie occupante. À Conca, village du sud de l'île, proche de Porto-Vecchio, les accrochages s'étaient multipliés depuis le 11 septembre 1943 entre maquisards et Allemands. A proximité de Conca, ils progressent sans méfiance, le poste de guet étant toujours en place. Ils sont tirés à bout portant à la sortie du cimetière. Michelin et l'adjudant Leccia, secrétaire de mairie de Conca, qui évoluait en terrain familier sont tués ; les Allemands avaient en effet dévoilé leur nombre et leur position, ce qui a entraîné une riposte précise de la section du bataillon. Cinq Allemands ont été éliminés, une vingtaine blessés. Ce n'est que le lendemain, 23 septembre, que le corps de Jean-Pierre Michelin a été retrouvé. La veille au soir, une patrouille a identifié le corps de l'adjudant Leccia, gisant sur le bord de la route. Une plaque de marbre blanc rappelant leur sacrifice a été apposée sur la mairie de Conca et une stèle a été érigée à l'entrée du village. Le nom de Jean-Pierre Michelin est également gravé sur le monument aux morts de Durtol, berceau de la famille Michelin dans le Puy-de-Dôme[4].
      - Patrice Michelin (1929-2006), tue sa femme, Nicole Bardi (1931-1960) à la chasse[5].

  - Édouard I Michelin (1859-1940), frère d'André Michelin, et cofondateur de Michelin. Il épouse Thérèse Wolff (1870-1953), sœur de Sophie et Jeanne, les deux épouses d'André.
    - Marguerite Michelin (1896-1984), épouse en 1920 Jean Callies (1886-1961), qui a pour sœur Marthe Rollier (1892-1969), mère de François Rollier (1915-1992), cogérant des établissements Michelin de 1966 à 1991,
    - Étienne I Michelin (1898-1932) qui épouse en 1921 Madeleine Callies (1898-1936), sœur de Jean Callies et a trois enfants. Etienne trouva la mort à 34 ans lors d'un accident d'avion.
      - Geneviève Michelin (1922-2004), épouse en 1945 Rémy Montagne (1917-1991), député de l'Eure (centre-droit) de 1958 à 1980 et secrétaire d'Etat de 1980 à 1981 ; ils ont six enfants dont :
        - Vincent Montagne (1959-), président de Média participations et du Syndicat national de l'édition, époux d'Alix de Valavieille ; ils ont quatre enfants.

      - François Michelin (1926-2015), il épouse en 1951 Bernadette Montagne (1926-2014), sœur de Rémy Montagne et a 6 enfants :
        - Myriam Michelin (1952-), religieuse, professeur de philosophie à Carpentras (Vaucluse),
        - Étienne II Michelin (1954-), prêtre, enseignant en théologie fondamentale et dogmatique au Studium de Notre-Dame de Vie à Venasque (Vaucluse),
        - Benoît Michelin (1956-),
        - Damien Michelin (1961-),
        - Édouard II Michelin (1963-2006), noyé des suites d'un naufrage à 43 ans, époux de Cécile Gravier (1967-2011), ils ont six enfants,
        - Clarisse Michelin (1965-), mariée en 1995, à Québec (Canada), avec Rémy Kossein (ca. 1960-).

      - Marthe Michelin (1931-), épouse Marien Montagne (1921-2012), le frère de Rémy et Bernadette Montagne, viticulteur et oléiculteur dans le massif du Luberon, Maire de Mirabeau (Alpes-de-Haute-Provence),

    - Anne Michelin (1901-1991), épouse en 1921 Robert Puiseux (1892-1991)
    - Pierre I Michelin (1903-1937), est Président de Citroën de 1935 à 1937. Il trouva la mort à 34 ans dans un accident de la route.
    - Hélène Michelin (1907-1997), épouse en 1931 Joseph Callies (1905-1977), frère cadet de Jean Callies, époux de la sœur aînée d'Hélène, Marguerite Michelin.